# Fraccionamiento del Parque Residencial
Fraccionamiento del Parque Residencial är en ort i Mexiko.   Den ligger i kommunen El Marqués och delstaten Querétaro Arteaga, i den centrala delen av landet, 180 km nordväst om huvudstaden Mexico City. Fraccionamiento del Parque Residencial ligger 1 957 meter över havet och antalet invånare är 502.
Terrängen runt Fraccionamiento del Parque Residencial är kuperad åt sydväst, men åt nordost är den platt. Runt Fraccionamiento del Parque Residencial är det ganska tätbefolkat, med 149 invånare per kvadratkilometer. Närmaste större samhälle är Santiago de Querétaro, 5,4 km väster om Fraccionamiento del Parque Residencial. Omgivningarna runt Fraccionamiento del Parque Residencial är en mosaik av jordbruksmark och naturlig växtlighet.